# Трофим Никомидийский
Трофим Никомидийский (ок. 284—305) — воин, мученик.
Память этого святого в Православной церкви 18 (31) марта. 

## Биография
О Трофиме известно, что он был воином в Никомедии во время гонения на христиан при императоре Диоклетиане (284—305) и отличался жестокостью в исполнении  указов императора.
Когда они с Евкарпием разыскивали христиан, вдруг увидели большое огненное облако, которое сходило с неба, сгущаясь по мере приближения к ним. Из облака раздался Глас: «Для чего вы так усердствуете, угрожая рабам Моим? Не прельщайтесь: никто не может подчинить своей власти верующих в Меня, но лучше сами присоединитесь к ним и тогда приобретёте себе Царство Небесное».
Воины в страхе упали на землю и говорили друг другу: «Поистине велик Бог, явившийся нам ныне. Счастливы будем мы, если станем рабами Его».
Господь сказал: «Встаньте, покайтесь, вам прощены будут и грехи ваши». Поднявшись, воины в один голос воскликнули: «Прими нас, ибо злы и невыразимы грехи наши. Нет другого Бога, кроме Тебя, Творца и Единого Истинного Бога, а мы и не присоединились ещё к рабам Твоим!» Как только они это сказали, облако сомкнулось и вознеслось к небу. После этого чуда воины выпустили из темницы всех заключённых христиан. За это святых Трофима и Евкарпия предали страшным истязаниям: подвесили и рвали их тела железными крюками. Они в молитвах благодарили Господа, веруя, что Господь простит им прежние тяжёлые грехи. Когда был разожжён костер, святые мученики сами вошли в огонь.